# Иван Шамарданов
Иван Шамарданов – Илинденски е гръцки комунистически партизанин, деец на Народоосвободителния фронт.

## Биография
Иван Шамарданов е роден през 1921 година във воденското село Кронцелево, днес Керасиес. В началото на 1945 година се присъединява към Тайната освободителна македонска организация. На първата окръжна конференция на НОФ за Воденско е избран за организационен секретар на окръжното ръководство. От края на 1946 година е политически секретар на същото, а от май 1947 година е политически комисар на въоръжена единица на Демократичната армия на Гърция, разположена на Каймакчалан. Загива в сражение с кралски войски на планината Грамос през 1948 година.